# Чемпионат мира по фристайлу 2001
Чемпионат мира по фристайлу 2001 года — 8-й в истории чемпионат мира, прошедший с 19 по 21 января в канадском Уистлере, который спустя девять лет будет принимать олимпийские соревнования. Из программы чемпионата был полностью исключен лыжный балет. Были разыграны медали всего в трёх дисциплинах — могуле, акробатике и параллельном могуле. Всего было разыграно 6 комплектов наград.

## Результаты

### Мужские соревнования

#### Могул
19 января 2001
| Медаль | Спортсмен            | Страна    |
| ------ | -------------------- | --------- |
|        | Микко Ронкайнен      | Финляндия |
|        | Пьер-Александр Руссо | Канада    |
|        | Стефан Рошон         | Канада    |

#### Акробатика
20 января 2001
| Медаль | Спортсмен         | Страна   |
| ------ | ----------------- | -------- |
|        | Алексей Гришин    | Беларусь |
|        | Дмитрий Дащинский | Беларусь |
|        | Джо Пак           | США      |

#### Параллельный могул
21 января 2001
| Медаль | Спортсмен       | Страна  |
| ------ | --------------- | ------- |
|        | Стефан Юнне     | Франция |
|        | Патрик Сундберг | Швеция  |
|        | Йохан Грегори   | Франция |

### Женские соревнования

#### Могул
19 января 2001
| Медаль | Спортсмен   | Страна    |
| ------ | ----------- | --------- |
|        | Кари Тро    | Норвегия  |
|        | Мария Деспо | Австралия |
|        | Айко Уэмура | Япония    |

#### Акробатика
20 января 2001
| Медаль | Спортсмен      | Страна    |
| ------ | -------------- | --------- |
|        | Вероника Бауэр | Канада    |
|        | Михель Рорбах  | Швейцария |
|        | Дейдра Дион    | Канада    |

#### Параллельный могул
21 января 2001
| Медаль | Спортсмен    | Страна    |
| ------ | ------------ | --------- |
|        | Кари Тро     | Норвегия  |
|        | Карин Бодмер | Швейцария |
|        | Тами Бредли  | Канада    |

## Медальный зачёт
| Место | Страна    |   |   |   | Всего |
| ----- | --------- | - | - | - | ----- |
| 1.    | Норвегия  | 2 | 0 | 0 | 2     |
| 2.    | Франция   | 1 | 1 | 1 | 3     |
| 3.    | Беларусь  | 1 | 1 | 0 | 2     |
| 4.    | Канада    | 1 | 0 | 3 | 4     |
| 5.    | Финляндия | 1 | 0 | 0 | 1     |
| 6.    | Швейцария | 0 | 2 | 0 | 2     |
| 7.    | Австралия | 0 | 1 | 0 | 1     |
|       | Швеция    | 0 | 1 | 0 | 1     |
| 9.    | Япония    | 0 | 0 | 1 | 1     |
|       | США       | 0 | 0 | 1 | 1     |